# Congothemis longistyla
Congothemis longistyla es la única especie del género Congothemis, en la familia Libellulidae. Es una de las muchas especies conocidas únicamente por material recogido en la cuenca central de río Congo, aunque es posible que su distribución real sea bastante mayor. 